# Repubblica Socialista Sovietica Autonoma di Calmucchia
La Repubblica Socialista Sovietica Autonoma di Calmucchia (in russo Калмыцкая Автономная Советская Социалистическая Республика?; in calmucco: Хальмг Автономн Советск Социалистическ Республик) è stata una Repubblica Socialista Sovietica Autonoma all'interno della RSFS Russa, esistente in due periodi temporali. Il suo centro amministrativo era Ėlista.
La RSSA Calmucca fu istituita per la prima volta quando l'Oblast' Autonoma di Calmucchia (istituita il 4 novembre 1920) ottenne l'elevazione del suo status il 22 ottobre 1935. Il 27 dicembre 1943, in concomitanza con la deportazione di oltre 93.000 calmucchi in varie località dell'Asia centrale e della Siberia, la RSSA Calmucca fu abolita e il suo territorio fu diviso tra le adiacenti oblast' di Astrachan', Rostov e Volgograd e il Territorio di Stavropol'. Le autorità sovietiche ribattezzarono città e villaggi dell'ex repubblica.
La RSSA Calmucca fu ristabilita quando la neonata l'Oblast' Autonoma di Calmucchia (a sua volta ristabilita dopo la riabilitazione dei calmucchi nel gennaio 1957) vide elevare il suo status il 29 luglio 1958. Il 18 ottobre 1990, la dichiarazione di sovranità e trasformazione della Calmucchia in una Repubblica Socialista Sovietica da parte del Soviet supremo della Calmucchia fu approvata dal Congresso dei deputati popolari della RSRS Russa il 24 maggio 1991. Esistette fino al 31 marzo 1992, quando il suo status venne cambiato in Repubblica all'interno della Federazione Russa.
L'asteroide 2287 Kalmykia, scoperto nel 1977 dall'astronomo sovietico Nikolaj Stepanovič Černych, prende il nome dalla RSSA di Calmucchia.

## La Rivoluzione russa e la formazione della regione autonoma di Calmucchia
Astrachan' fu il primo insediamento all'interno della Calmucchia a cadere sotto il potere sovietico il 25 gennaio 1918 durante la guerra civile russa. Il “Primo Congresso dei Soviet di Calmucchia" si tenne ad Astrachan' dal 1° al 3 luglio 1918. Nel 1919, il controllo della Calmucchia tornò all'esercito bianco, dopo di che Lenin emise un proclama "al popolo calmucco di combattere contro le guardie bianche". Il controllo tornò ai bolscevichi nel 1920.
La creazione della Calmucchia come oblast' autonoma emerse dal Primo Congresso dei Soviet di tutta la Calmucchia dal 2 al 9 luglio 1920 a Chilgir. La Calmucchia divenne ufficialmente una regione (oblast') autonoma il 4 novembre 1920 "con un decreto del Comitato esecutivo centrale panrusso e del Consiglio dei commissari del popolo". Ciò comportò un reinsediamento dei calmucchi nella neonata oblast' autonoma con l'obiettivo di incorporare la popolazione nativa "in un'unica unità amministrativa" dal 1922 al 1925.

## Formazione della Repubblica Socialista Sovietica Autonoma di Calmucchia
"Il 6 maggio 1927, il Consiglio dei commissari del popolo decretò il trasferimento del centro amministrativo della Calmucchia da Astrachan' a Ėlista. Nell'ottobre 1935 l'Oblast' autonoma di Calmucchia fu trasformata in una Repubblica Socialista Sovietica Autonoma (RSSA). Nel 1937 il Soviet Supremo della RSSA Calmucca adottò una costituzione per la repubblica che rifletteva la vittoria delle relazioni socialiste. Il popolo calmucco si consolidò in una nazione socialista”.

## Lingua, alfabetizzazione e istruzione dei calmucchi
Derivante dal Primo Congresso dei Soviet di tutta la Calmucchia, il Congresso discusse la creazione e l'organizzazione dell'istruzione primaria e secondaria all'interno della neonata Oblast' Autonoma. Dal 1924 al 1939, il sistema di scrittura calmucco subì vari cambiamenti. I libri di testo scolastici dovevano essere inizialmente pubblicati in Kalmyk, ma furono invece pubblicati in russo nella fretta di combattere l'alto tasso di analfabetismo nel 1923. L'alfabeto Zaya Pandita è stato adattato per creare una trascrizione russa, che è stata poi ignorata a favore del cirillico nel 1924.
Nonostante ciò, secondo il censimento di tutta l'Unione del 1926, l'Oblast' autonoma di Calmucchia aveva un tasso di alfabetizzazione totale di solo il 17,3%. In definitiva, il processo di eliminazione dell'alfabetizzazione doveva essere condotto attraverso il russo anziché il nativo calmucco. Negli anni '30, l'alfabeto subì la latinizzazione dal cirillico come parte del tentativo di unificare tutti gli alfabeti all'interno dell'Unione Sovietica. Ciò tuttavia fu correlato alla maggiore quantità di opere in lingua calmucca pubblicate e a un tasso di alfabetizzazione del 70,8% tra la popolazione calmucca di età superiore ai nove anni. Questo dato deve essere visto come parte di una più ampia "campagna nel 1931 che divenne il principale motore della crescita del numero di alfabetizzazione in Calmucchia", in cui la forza trainante era il numero effettivo e l'aggressività degli educatori che tentavano di diffondere l'alfabetizzazione, piuttosto che la campagna stessa.
In concomitanza con le deportazioni dei calmucchi del 1943, Reznik suggerisce che le alterazioni dell'alfabeto calmucco "ruppe la continuità intergenerazionale della trasmissione linguistica. Alla fine furono pochi i madrelingua calmucchi a insegnare il calmucco.